# Pseudoturbanella stylifera
Pseudoturbanella stylifera is een buikharige uit de familie Turbanellidae. Het dier komt uit het geslacht Pseudoturbanella. Pseudoturbanella stylifera werd in 1968 voor het eerst wetenschappelijk beschreven door d’Hondt. 